# Wakkerstroom
Wakkerstroom is de op een na oudste nederzetting in de provincie Mpumalanga in Zuid-Afrika; er zijn 7000 inwoners.
De stad is gesticht in 1859 en de naam is de Nederlandse vertaling van de Zoeloenaam voor de rivier die dichtbij stroomt: uThaka, 'wakker'. De belangrijkste bedrijvigheid bestaat uit schapen- en koeienherderij. De omgeving staat bekend om haar mooie natuur en staat bekend als een vogelkijkparadijs.

## Subplaatsen
Het nationaal instituut voor de statistiek, Stats SA, deelt sinds de census 2011 deze hoofdplaats in in 3 zogenaamde subplaatsen (sub place):
Esizameleni • Wakkestroom SP1 • Wakkestroom SP2.